# Litavis
 (mars 2025).
Litavis (également connu sous le nom Litauis, Litaui, Litauia,, et Llydaw) est une déesse de la mythologie celtique vénérée par les Gaulois. Elle était probablement à l'origine une déesse de la terre[réf. incomplète],[réf. incomplète],[réf. incomplète].

## Inscriptions
Son nom se trouve sur les inscriptions trouvées à Aignay-le-Duc et Mâlain dans le département de la Côte-d'Or, où elle est invoquée avec le dieu Gallo-romain Mars Cicolluis, dans un contexte qui laisse à penser qu'elle aurait pu être son épouse.
De plus, une inscription latine de Narbonne, porte la mention « MARTI CICOLLUI ET LITAVI » (« Mars Cicolluis et Litavis »),.

## Désignation de la Bretagne
Dans quelques textes latins, Letavia est utilisé pour désigner tout ou partie de la Bretagne. Aujourd’hui encore, en gallois, Llydaw désigne la Bretagne. En breton littéraire, dans certains dictionnaires, on peut trouver Ledav, Ledaw (mot rare) pour désigner uniquement la Bretagne médiévale d'avant le XIIe siècle.